# Los Perrones
Los Perrones es una organización criminal fundada en El Salvador la cual está compuesta por grupos de transportistas Mercanciando Drogas Por fuera en diferente partes del Continente Americano como lo es Guatemala, Panamá, México, Honduras entre otros lugares, y adentro del país. tienen lazos estrechos con Varios Carteles Colombianos pero luego estos empezaron a tener relaciones con los Carteles Mexicanos. Durante la década del 2000 se ha dicho que el Grupo ha empezado a crecer (A pesar de que no se sabe correctamente el número exacto de afiliados), sin embargo, esta empezó a bajar, pero a mediados del 2010, empezó a reactivarse Por lo que la Policía Nacional Civil ha empezado a tomar operaciones en contra del grupo delincuencial, arrestando a personas de gran importancia dentro de los miembros, esto mismo ha provocado que poco a poco el grupo empiece a decaer. A menudo, fue considerado como uno de los ''carteles más poderosos del continente centroamericano'' según los medios, y uno de los más desconocidos por no ser de mucha tendencia.

## Actividades
El grupo está compuesto por varias personas del transporte así como personas que trabajan en algunos lugares como los hoteles y tiendas y entre otros lugares comunes en un intento de que no haya alguna sospecha de que puedan definirlos como sospechosos en delitos relacionados con las drogas, durante los años, al no ser un grupo delictivo muy tendencioso por los delitos clandestinos, comenzó a tomar fuerza en algunas partes del país como acciones relacionadas con la negociación, convirtiendo al país en un ''rol perfecto'' para las negociaciones de las drogas, que incluso algunos afirmaron que el narcotraficante Pablo Escobar tenía una relación con el grupo, acciones que tenían que ver con el transporte de drogas aunque esto aún no se ha confirmado, al igual que el Chapo Guzmán aunque este último probablemente si se ha confirmado. Una de las personas clave más importante fue Reynerio Flores (Actualmente encarcelado en Estados Unidos), era considerado como el mayor manejador del Narcotráfico en el país perteneciente del grupo y uno de los mayores líderes principales, Fue arrestado por trasladar una cantidad estimada de 2.730 kilos de Cocaína en los Estados Unidos (Ya sea desde la Frontera entre Estados Unidos y México supuestamente) según los reportes, aunque posteriormente también fue acusado de delitos relacionados al Lavado de dinero. A pesar de ser un grupo de Narcóticos, dichos miembros han llevado a cabo otros delitos relacionados con la Trata de personas.